# محافظة سانتياغو

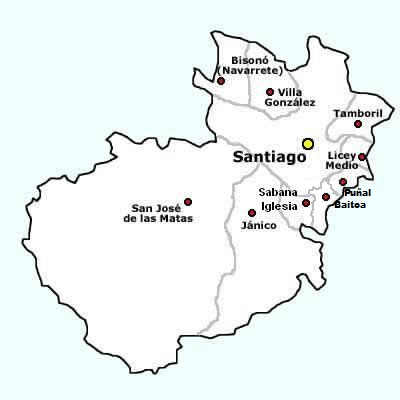
بلديات المحافظة.

محافظة سانتياغو (بالإسبانية: Provincia de Santiago)‏ تلفظ بالإسبانية: ‎/sanˈtjaɣo/‏ هي واحدة من 32 محافظة في جمهورية الدومينيكان. وهي مقسمة إلى 10 بلديات وعاصمتها سانتياغو دي لوس كاباليروس. تقع في شمال وسط جمهورية الدومينيكان، في منطقة سيباو، وتحدها مقاطعات فالفيردي في الشمال الغربي، وبويرتو بلاتا في الشمال، وإسبيلات ولا فيجا في الشرق، وسان خوان في الجنوب وسانتياغو رودريغيز في الغرب.